# Ejnar Munksgaard
Ejnar Johannes Nielsen Munksgaard, född den 28 februari 1890 i Viborg, Danmark, död den 6 januari 1948 i Köpenhamn, var en dansk författare, förläggare och bokhandlare, som grundade bokförlaget Munksgaard.

## Biografi
Munksgaard var son till en sergeant. Efter en grundlig utbildning på hemmaplan och utomlands etablerade han 1917 i samarbete med Otto Levin (1878-1933) förlagsbokhandeln i Köpenhamn under namnet Levin & Munksgaard International Bookstore och publicering. Företaget tog 1924 över MP Madsens Bookstore och publicering på Noerregade. 
Efter Levins död 1933 fortsatte Munksgaard företaget på egen hand och ändrade 1938 företagets namn till Ejnar Munksgaard Publishers. Han byggde på kort tid upp dels en stor studentbokhandel och antikvariat, dels ett vetenskapligt förlag som fick världsrykte. Han tillförsäkrade till sitt förlag utgivning av samnordiska vetenskapliga tidskrifter, som Acta tuberculosea, Acta neurologica et psychiatrica, Acta pathologica et microbiologica, Acta Ophthalmologica, Acta Orthopaedica, Acta Philologica, Acta Archaeologica, Acta ethnologica och Acta linguistica och tidskriften Le Nord, utgiven av de fem nordiska regeringarna.
Hans förlag fick i kommission utgivningen från Det Kongelige Danske Videnskabernes Selskab och den isländska Vetenskapsakademien, vilket bl. a. resulterade i utgåvor av isländska, svenska, sydamerikanska och fornpersiska handskrifter i facksimil.
Munksgaard även skrev och översatte böcker om bibliofili och bokfackliga ämnen, exempelvis:
- Om Flatøbogen och dess historia (1930),
- Charles Nodier The Boggale med introduktion och noter (1921),
- Lukianos De fattiga boksamlaren (1928 med Paul V. Rubow )
- HC Andersens Visits to Charles Dickens (1937),
- Dikter av Bjarni Thorarensen och Jonas Hallgrimsson (1938).

Han porträtterades av Olaf Rude 1923 och Marie Henriques 1936. Han har också hedrats med en byst av V. Gustafson 1936.

## Utmärkelser, ledamotskap och priser
- Ledamot av Vetenskapssocieteten i Lund (LVSL)[3]

- Riddare av Dannebrogorden,  1931[2]
- Dannebrogsmännens hederstecken,  1936[2]

[Redigera Wikidata]

## Författarskap
- Lukianos: Den daarlige Bogsamler, Köpenhamn 1928 (tillsammans med Paul W. Robow).
- Den første danske Bibel og dens Historie, Köpenhamn 1928.
- Om Flatøbogen og dens Historie, Köpenhamn 1930.
- Om de fornisländska handskrifterna, med särskild hänsyn till Flatöboken, Stockholm 1936.
- En Digter ved Arbejdet. Fra Bjørnstjerne Bjørnsons værksted. Tre digte udgivet i Facsimile, Köpenhamn 1935.
- Hans Christian Andersen's Visits to Charles Dickens, Köpenhamn 1937.
- Om lagen och staten, Köpenhamn 1940
- H. C. Andersens Manuskripter till "Jylland mellem tvende Have", Köpenhamn 1940.

### Översättningar
- Charles Nodier: Den Boggale, Köpenhamn 1921, med inledning och noter.
- Dikter av Bjarni Thorarensen och Jonas Hallgrimsson, Köpenhamn 1938.
- Sir Stanley Unwin: Om Forlagsvirksomhed, Köpenhamn 1945.